# Verbandsgemeinde Wissen
Die Verbandsgemeinde Wissen ist eine Gebietskörperschaft im Landkreis Altenkirchen (Westerwald) in Rheinland-Pfalz. Der Verbandsgemeinde gehören sechs Ortsgemeinden an, darunter auch die Stadt Wissen an der Sieg.

## Lage
Die Verbandsgemeinde liegt in  einer überwiegend bewaldeten Hügellandschaft zwischen dem Westerwald und dem Siegerland. In südwestlicher Richtung durchfließt die Sieg das Gemeindegebiet.

## Verbandsangehörige Gemeinden
| Ortsgemeinde, Stadt     | Fläche (km²) | Einwohner |
| ----------------------- | ------------ | --------- |
| Birken-Honigsessen      | 18,14        | 2.468     |
| Hövels                  | 7,88         | 523       |
| Katzwinkel (Sieg)       | 15,80        | 1.797     |
| Mittelhof               | 11,13        | 1.006     |
| Selbach (Sieg)          | 3,66         | 780       |
| Wissen, Stadt           | 34,88        | 8.648     |
| Verbandsgemeinde Wissen | 91,49        | 15.222    |

(Einwohner am 31. Dezember 2023)

## Bevölkerungsentwicklung
Entwicklung der Einwohnerzahlen, bezogen auf das heutige Gebiet der Verbandsgemeinde Wissen; die Werte von 1871 bis 1987 beruhen auf Volkszählungen:
| Jahr | Einwohner |
| ---- | --------- |
| 1815 | 3.085     |
| 1835 | 3.775     |
| 1871 | 5.518     |
| 1905 | 7.302     |
| 1939 | 11.973    |
| 1950 | 13.230    |
| 1961 | 14.210    |

| Jahr | Einwohner |
| ---- | --------- |
| 1970 | 14.631    |
| 1987 | 14.505    |
| 1997 | 15.863    |
| 2005 | 15.875    |
| 2011 | 14.943    |
| 2017 | 15.037    |
| 2023 | 15.222    |

## Politik

### Verbandsgemeinderat
Der Verbandsgemeinderat Wissen besteht aus 32 ehrenamtlichen Ratsmitgliedern, die bei der Kommunalwahl am 9. Juni 2024 in einer personalisierten Verhältniswahl gewählt wurden, und dem hauptamtlichen Bürgermeister als Vorsitzendem. In der Wahlperiode 2014–2019 gehörten dem Verbandsgemeinderat vorübergehend nur 28 Ratsmitglieder an.
Die Sitzverteilung im Verbandsgemeinderat:
| Wahl | SPD | CDU | Grüne | FDP | FWG | Gesamt   |
| ---- | --- | --- | ----- | --- | --- | -------- |
| 2024 | 5   | 14  | 3     | 1   | 9   | 32 Sitze |
| 2019 | 6   | 14  | 4     | 1   | 7   | 32 Sitze |
| 2014 | 8   | 14  | 1     | 1   | 4   | 28 Sitze |
| 2009 | 8   | 17  | –     | 1   | 6   | 32 Sitze |
| 2004 | 7   | 19  | –     | 1   | 5   | 32 Sitze |

- FWG = Freie Wählergruppe Verbandsgemeinde Wissen e. V.

### Bürgermeister
Michael Wagener (CDU) wurde am 1. Juli 1996 Bürgermeister der Verbandsgemeinde Wissen. Bei der Direktwahl am 23. Oktober 2011 wurde er mit einem Stimmenanteil von 80,94 % für weitere acht Jahre in dieses Amt gewählt.
Bei der im Jahr 2019 anstehenden Neuwahl ist Wagener nicht erneut angetreten. Für die am 1. Juli 2020 beginnende Wahlperiode wurde bei der Direktwahl am 10. November 2019 Berno Neuhoff (CDU) mit einem Stimmenanteil von 82,2 % zum Nachfolger gewählt.

### Wahlkreise
Bei Landtagswahlen gehören die der Verbandsgemeinde Wissen angehörenden Gemeinden zum Wahlkreis 02-Altenkirchen, bei Bundestagswahlen zum Wahlkreis 198-Neuwied.